# Karel Steklý
Karel Steklý est un scénariste et réalisateur tchèque né le 9 octobre 1903 à Prague et décédé le 5 juillet 1987 à Prague.

## Biographie
Il commence sa carrière au cinéma en tant que scénariste dans les années 1930, tout en étant en parallèle acteur puis metteur en scène de théâtre.
À partir des années 1940, il réalise de nombreux films en Tchécoslovaquie, la plupart étant des adaptations d’œuvres littéraires. Son film Siréna remporte le Lion d'or à la Mostra de Venise 1947.

## Filmographie

### Comme scénariste
- 1933 : U svatého Antonícka
- 1936 : Deti velke lasky
- 1937 : Harmonika
- 1938 : Vzhuru nohama
- 1938 : Umlcené rty
- 1938 : Soud bozí
- 1939 : V pokusení
- 1939 : Paní Kacka zasahuje
- 1939 : Hvezda z poslední stace
- 1940 : Druhá smena
- 1941 : Roztomilý clovek
- 1941 : Pantáta Bezousek
- 1941 : Pereje
- 1943 : Barbora Hlavsová
- 1944 : Pocestné paní Pardubické
- 1944 : Skalní plemeno
- 1949 : Soudný den
- 1951 : Temno
- 1953 : Anna proletárka
- 1957 : Dobrý voják Svejk
- 1958 : Poslusne hlásím
- 1975 : Tam, kde hnizdi cápi

### Comme réalisateur
- 1945 : Prostácek
- 1946 : Prulom
- 1947 : Siréna
- 1948 : Kariéra
- 1949 : Internacionála
- 1949 : Soudný den
- 1951 : Temno
- 1953 : Anna proletárka
- 1955 : Strakonický dudák
- 1957 : lDobrý voják Svejk
- 1958 : Poslusne hlásím
- 1959 : Mstitel
- 1962 : Objev na Strapaté hurce
- 1963 : Lucie
- 1964 : Zkáza Jeruzaléma
- 1969 : Slasti Otce vlasti
- 1970 : Svatby pana Voka
- 1971 : Svet otevrený náhodám
- 1972 : Lupic legenda
- 1973 : Hroch
- 1974 : Za volantem nepritel
- 1975 : Tam, kde hnizdi cápi
- 1977 : Vsichni proti vsem
- 1978 : Skandál v Gri-Gri baru
- 1979 : Pan Vok odchází
- 1980 : Hra o královnu
- 1981 : Kazdému jeho nebe
- 1982 : Prihody pana Prihody
- 1985 : Podivná práteleství herce Jesenia